# (110393) Раммштайн
(110393) Раммштайн (англ. 110393 Rammstein, ранее 2001 TC8) — астероид в центральной области пояса астероидов, диаметр приблизительно 4 км. Открыт 11 октября 2001 года французским астрономом Жаном-Клодом Мерленом в Обсерватории Ле-Кресо. Объект назван в честь немецкого музыкального коллектива Rammstein.

## Орбита и классификация
Астероид не принадлежит к какому-либо семейству и относится к фоновой популяции пояса астероидов. Для наблюдения объекта нужен телескоп, поскольку блеск астероида составляет 1⁄48 193 от блеска наиболее слабого объекта, доступного для наблюдения невооружённым глазом. Обращается вокруг Солнца в щели Кирквуда на расстоянии 2,5—2,9 а. е. с периодом 4 года 6 месяцев (1630 дней; большая полуось орбиты равна 2,71 а. е.). Эксцентриситет орбиты равен 0,09, наклонение равно 12 градусам относительно эклиптики.
Дуга наблюдения астероида начинается с его первого наблюдения в рамках проекта LONEOS в обсерватории Лоуэлла в сентябре 2001 года, менее чем за месяц до официального открытия в обсерватории Ле-Кресо.

## Физические характеристики
Спектральный класс астероида остаётся неизвестным.

### Диаметр и альбедо
Раммштайн не наблюдался в рамках космических обзоров на телескопах IRAS, Akari и WISE. На основе перевода звёздной величины в диаметр получены данные о размерах астероида: диаметр от 3,0 до 5,5 км при абсолютной звёздной величине 15,0 и альбедо от 0,20 до 0,06, что приблизительно соответствует углеродному и каменному классам астероидов (оба класса распространены в центральной части пояса). Центр малых планет указывает величину диаметра от 3 до 6 км.

### Период вращения
По состоянию на 2018 год не было получено кривой блеска для данного астероида. Период вращения, форма и положение полюсов астероида остаются неизвестными.

## Название
Малая планета названа в честь немецкого музыкального коллектива Rammstein, название которой было взято по имени города Рамштайн-Мизенбах после произошедшей там авиакатастрофы в 1988 году на авиабазе Рамштайн. Официальное название было указано в циркуляре Центра малых планет 19 февраля 2006 года (M.P.C. 55989).